# Thorhild Widvey
Thorhild Widvey, née le 9 janvier 1956 à Avaldsnes, est une femme politique norvégienne, ancienne ministre de la Culture et des Affaires ecclésiastiques du gouvernement Solberg. Avant ça, elle est ministre du Pétrole et de l'Industrie sous le gouvernement Bondevik II.

## Biographie
Membre du Parti conservateur, elle commence sa carrière politique en étant élue membre du Storting pour le comté de Rogaland en 1989 et le reste jusqu'en 1993.
En 2017, elle est condamnée, en tant qu'ancienne ministre du Pétrole et de l'Industrie à verser 2,5 millions de couronnes norvégiennes à l'entreprise Reservoir Exploration Technology qui l'accuse, avec quatre autres personnes, d'être responsable de la faillite de la société en 2013. Elle a, au cours de sa carrière, travaillé dans de nombreuses entreprises liées au pétrole dont la Offshore Northern Seas Foundation.
Alors qu'elle est Ministre de la Culture de Norvège, elle est nommée au comité exécutif de la branche norvégienne de l'Agence mondiale antidopage. En septembre 2018, elle est finalement élue directrice du conseil d'administration avec l'intention de développer le sport dit « propre » dans son pays.